# シンフォニア岩国
シンフォニア岩国（シンフォニアいわくに）は、山口県岩国市にある文化施設である。正式名称は山口県民文化ホールいわくに（やまぐちけんみんぶんかホールいわくに）である が、一般への案内は愛称の『シンフォニア岩国』でされている。なお、同施設の建設計画は、県立の文化施設を県内各地にバランスよく配置する意図をもって、下関市の山口県国際総合センター（海峡メッセ下関）と萩市の山口県立萩美術館・浦上記念館の建設と一体をなすものとして、推し進められた。

## 概要

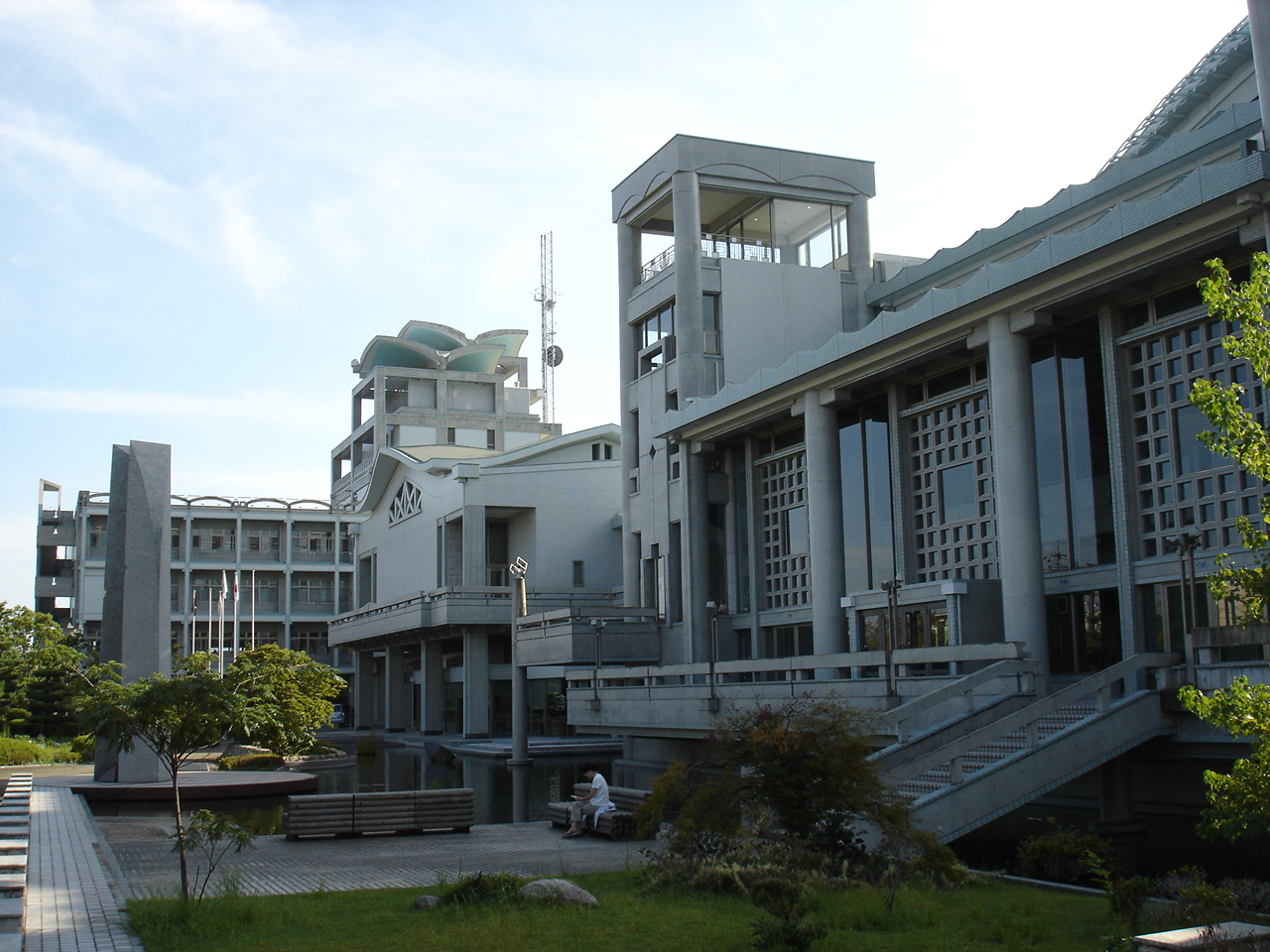
前庭（左奥に県岩国総合庁舎）

1996年（平成8年）6月30日に開館した。本格的なコンサートホール、多目的ホール、企画展示ホール、会議室などを備えており、岩国地域の文化の拠点となっている。建物は、山口県庁の出先機関である山口県岩国総合庁舎との合築構造となっている。
開設以来、山口県が出資する県文化振興財団が管理運営してきたが、2006年4月から指定管理者制度を導入。サントリーパブリシティサービスグループ（サントリーパブリシティサービス、NHKアートの共同事業体）が指定管理者として運営管理している。

## 施設

### コンサートホール
標準配置で緞帳を省略した舞台、約2秒の残響時間、フルLED照明設備など、地方都市のホールとしては珍しくクラシック音楽・オペラに対応した本格的なコンサートホールとなっている。プロセニアム型に配置された客席数は最大1,205席。
自主公演事業として年数回、オーケストラの公演やオペラの上演が行われている。

### 多目的ホール
374席の客席数を持つ小規模なプロセニアム型ホール。室内楽などの小規模な音楽会の他、演劇、講演会などに使用されている。

### その他
企画展示ホールや大小会議室、リハーサル室などを備える。

## アクセス
- JR岩国駅から徒歩10分
- いわくにバス「三笠橋」バス停から徒歩5分
- 岩国錦帯橋空港から車で5分、岩国駅行きバスでシンフォニア下車